# Evacanthus
Evacanthus — род цикадок из отряда жесткокрылых.

## Виды
К роду относят следующие виды:
- Evacanthus acuminatus (Fabricius, 1794)
- Evacanthus interruptus (Linnaeus, 1758) — Эвакантус переривистий
- Evacanthus rostagnoi (Picco, 1921)